# Jacobo Árbenz Guzmán
Pour les articles homonymes, voir Guzmán.
Jacobo Árbenz Guzmán (14 septembre 1913 – 27 janvier 1971) est président du Guatemala de 1951 à 1954, lorsqu'il est renversé par un coup d'État organisé par la CIA, connu sous le nom de code d'opération PBSUCCESS, et est remplacé par une junte militaire, dirigée par le colonel Carlos Castillo Armas, plongeant le pays dans une longue période de violente instabilité politique qui culmine avec la guerre civile de 1960 à 1996. Selon l'écrivain uruguayen Eduardo Galeano, la chute d'Árbenz « marqua au fer rouge l'histoire postérieure du pays. » 

## Jeunesse
Né à Quetzaltenango, il est le fils d'un pharmacien suisse qui émigre au Guatemala. Ses jeunes années sont marquées par le suicide de son père. Árbenz rejoint l'armée, intégrant l'académie militaire guatémaltèque, et devient sous-lieutenant en 1935. École qu'il retrouve en 1937 et dans laquelle il occupe un poste de professeur de sciences et d'histoire. En 1939, il rencontre sa future femme, Maria Cristina Vilanova (1915 – 2009), qui lui fait découvrir l'idéologie socialiste. Maria, fille d'un riche propriétaire terrien salvadorien, a un énorme impact sur sa vie et le pousse à renverser le gouvernement guatémaltèque. Árbenz rejoint un groupe d'officiers de gauche et participe au renversement du dictateur Jorge Ubico (1878–1946) en 1944. À la suite de ce coup d'État, Árbenz occupe le poste de ministre de la Défense dans le nouveau gouvernement de Juan José Arévalo.

## Présidence et renversement
En mars 1951, Árbenz devient président de la République à la suite de la première élection au suffrage universel qu'ait connu le pays, marquant la première transition pacifique du pouvoir politique dans l'histoire du Guatemala. Il fait campagne, en se présentant comme un réformateur, et recueille 60 % des votes en promettant de rendre le Guatemala économiquement indépendant et de le débarrasser de la dépendance des États-Unis. Son prédécesseur, Juan José Arévalo Bermejo, avait entamé, avec succès, une série de réformes pour permettre à tous les citoyens de participer au processus politique. Le développement du droit de vote et de la législation du travail, obtenu par Arévalo, menace la puissance de l'élite traditionnelle et entraîne, selon les propos du président Arévalo lors de son discours de passation de pouvoir, quelque 32 tentatives de coup d'État contre lui.
Conscient de cette adversité, Árbenz énonce, dans son discours d'investiture du 15 mars 1951 : « Jamais dans l’histoire de l’Amérique un pays aussi petit n’a été soumis à une pression aussi grande ». Son programme, dans la lignée du populisme de gauche latino-américain de son prédécesseur, qu'il entend prolonger et amplifier, consiste, énonce-t-il dans ce même discours, à « convertir notre pays d’une nation dépendante et d’une économie semi-coloniale en un pays économiquement indépendant ; convertir le Guatemala d’un pays arriéré et d’une économie à prédominance féodale, en un pays moderne et capitaliste ; et faire que cette transformation soit menée à son terme de façon qu’elle apporte dans son sillage la meilleure élévation possible du niveau de vie de la grande majorité du peuple ».
Árbenz poursuit le programme de réformes d'Arévalo et, en juin 1952, son gouvernement lance une réforme agraire sur le modèle de l'Homestead Act promulgué en 1862 aux États-Unis. La nouvelle loi permet au gouvernement d'exproprier uniquement les parties en friche des grandes plantations. Les propriétés de plus de 670 acres (271 hectares) en sont exclues si au moins les deux tiers de leur surface sont cultivés ; de même que les terres présentant une déclivité supérieure à 30 degrés (une exemption significative dans le paysage montagneux du Guatemala). La terre est alors accordée à des familles individuelles dans l'intention de créer une nation de yeomen, propriétaire terriens, réminiscence des propres buts des États-Unis dans les années 1800. Les propriétaires des terres expropriées sont dédommagés sur la valeur déclarée, par eux-mêmes, de leurs terres lors du calcul de l'impôt en mai 1952. Le montant étant payé en bon pour une durée de vingt-cinq ans au taux d'intérêt de 3 %. Árbenz lui-même, propriétaire terrien par sa femme, donne jusqu'à 1 700 acres (688 ha) de ses propres terres au programme de réforme agraire.
Après sa prise de fonction, Árbenz rencontre secrètement des membres du Parti guatémaltèque du travail (PGT), d'obédience communiste, afin de concrétiser le programme de réforme agraire. Un tel programme est proposé par Árbenz comme un moyen de remédier à une distribution de la terre extrêmement inégale dans le pays. On estime qu'en 1945, 2 % de la population du pays contrôlait 72 % de toutes les terres arables, mais seulement 12 % de celles-ci étaient utilisées. C'est une proportion semblable à celle que l'on trouve dans l'agriculture des États-Unis, mais sans la différence de revenu ni la diversité économique : dans les années 1950, au Guatemala, le revenu annuel par habitant des travailleurs agricoles est inférieur à 100 dollars américains et l'économie est à peine industrialisée, alors que celle des États-Unis est fortement industrialisée et diversifiée.
Tandis que l'ordre du jour proposé par Árbenz est accueilli favorablement par les paysans pauvres qui constituent la majorité de la population guatémaltèque, il suscite la colère des riches propriétaires terriens, des puissants intérêts commerciaux américains et d'une partie de l'armée, qui l'accusent de céder à l'influence communiste (l'influence réelle dont disposent alors les communistes au Guatemala est aujourd'hui encore chaudement débattue). Cette tension crée une grande agitation dans le pays. Carlos Castillo Armas, un officier de l'armée, se rebelle à l'aéroport Aurora, est défait et abattu, il survit à ses blessures. Armas passe quelque temps dans une prison guatémaltèque avant de s'échapper et de s'exiler au Honduras.
L'instabilité, combinée à la tolérance dont Árbenz fait preuve à l'égard du PGT et d'autres groupes communistes ou apparentés, pousse la CIA à étudier, en 1951, un plan intitulé Opération PBFortune. Celui-ci suggère une méthode d'éviction d'Árbenz, s'il venait à être considéré comme une menace communiste dans l'hémisphère.
La United Fruit Company, une multinationale américaine, est également menacée par l'initiative de réforme agraire. En effet, elle est le plus grand propriétaire terrien du Guatemala et, avec 85 % de ses terres non exploitées, susceptible de tomber sous le coup de la réforme. En calculant le montant de ses impôts, la United Fruit a constamment (et drastiquement) sous-évalué la valeur de ses terres. Pour les impôts de 1952, elle déclare une valeur de 3 $ par acre de surface détenue. Quand, en accord avec la déclaration de revenus rédigée par la United Fruit, le gouvernement Árbenz propose de dédommager l'entreprise à hauteur de 3 $ l'acre de surface expropriée, la compagnie déclare que la valeur réelle de la terre est désormais de 75 $/acre mais refuse d'expliquer l'augmentation soudaine de sa propre estimation de la valeur des terres qu'elle possède.
La United Fruit possède quelques liens avec des personnalités influentes du gouvernement des États-Unis. Le secrétaire d'État américain, John Foster Dulles, et son frère, le directeur de la CIA Allen Dulles, entretiennent d'étroites relations avec la United Fruit, à travers leur ancien cabinet juridique. Le conseiller et sous-secrétaire d'État du président Eisenhower, Walter Bedell Smith, a également des liens étroits avec elle et a précédemment postulé un poste de direction en son sein. Tous trois sont actionnaires de l'entreprise.
En 1952, le Parti guatémaltèque du travail est légalisé ; l'influence, bien que minoritaire, des communistes, sur les importantes organisations paysannes et sur les syndicats s'accroit considérablement, mais pas sur le parti politique alors au gouvernement, le PGT ne gagnant que quatre sièges sur les cinquante-huit que compte le congrès. La CIA, ayant conçu l'opération PBFORTUNE, est déjà intéressée par les liens potentiels entre Árbenz et les communistes. La United Fruit a fait pression auprès de la CIA pour écarter les différents gouvernements réformateurs au pouvoir depuis la période Arevalo, mais ce n'est pas avant l'arrivée de l'administration Eisenhower que ces idées trouvent une oreille attentive à la Maison-Blanche. En 1954, l'administration Eisenhower est toujours sûre de la victoire depuis son opération clandestine (nom de code : Ajax) destinée à renverser le gouvernement Mossadegh en Iran l'année précédente. L'agent de la CIA Kermit « Kim » Roosevelt, Jr., architecte du coup d’État en Iran, décrit une réunion avec le secrétaire d'État Dulles : « [Il] semblait presque enthousiaste. Ses yeux brillaient ; il semblait ronronner comme un chat géant. Clairement il ne savourait pas uniquement ce qu'il entendait, mais mon instinct me disait qu'il planifiait aussi. »  En février 1954, la CIA lance l'opération WASHTUB, qui consiste à installer une fausse cache d'armes soviétiques au Nicaragua, afin de démontrer les liens entre Moscou et le Guatemala.
En mai 1954, de l'armement de fabrication tchèque arrive au Guatemala à bord du bâtiment suédois, le Alfhem. Les États-Unis déclarent qu'il s'agit de la preuve finale des liens entretenus par Árbenz avec l'Union soviétique. Les partisans d'Árbenz notent, néanmoins, que les Guatémaltèques tentent, à plusieurs reprises, d'acheter des armes en Europe de l'Ouest et se tournent uniquement vers les Tchèques devant l'impossibilité de s'en procurer ailleurs. Le gouvernement Árbenz est convaincu qu'une invasion soutenue par les États-Unis est imminente : il a précédemment dévoilé une note détaillée (appelée les « White Papers ») concernant l'opération PBFORTUNE menée par la CIA et perçoit les actions des États-Unis lors de la réunion de l'OEA à Caracas cette année comme un moyen de lancer une intervention. L'administration ordonne à la CIA de financer un coup d'État, au nom de code opération PBSUCCESS, qui renverse le gouvernement. Árbenz démissionne le 27 juin 1954 et est forcé de fuir, trouvant refuge auprès de l'ambassade mexicaine. Dans les premiers mois de contre-révolution, 9 000 personnes sont tuées ou incarcérées. La réforme agraire est abrogée et l'United Fruit récupère non seulement les terres dont elle a été expropriée mais également des dizaines de milliers d'hectares de terres en friche qui ont été distribués aux paysans.

## Fin de sa vie
Il séjourne d'abord au Mexique, puis lui et sa famille partent pour la Suisse. Les autorités suisses sont disposées à l'accueillir si celui-ci consent à renoncer à la citoyenneté guatémaltèque. Refusant, Árbenz se rend à Paris, puis à Prague. Après seulement trois mois, il déménage encore, cette fois pour Moscou. Il tente plusieurs fois de revenir en Amérique latine, et est finalement autorisé à séjourner en Uruguay en 1957.
En 1960, après la révolution cubaine, Fidel Castro propose à Árbenz de s'installer à Cuba, ce qu'il accepte immédiatement. En 1965, sa fille aînée, Arabella (en), se suicide à Bogota, en Colombie, et Árbenz en est profondément affecté. Il est autorisé à retourner au Mexique pour enterrer sa fille, puis à y rester. Le 27 janvier 1971, Árbenz meurt d'un arrêt cardiaque dans sa  salle de bains dans des circonstances extrêmement suspectes (son poste de radio est tombé dans sa baignoire alors qu'il se lavait dedans). Son épouse est décédée en 2009.
Ses cendres sont rapatriées en 1995 sous l’égide de l’université San Carlos. La mémoire de l’ancien président a cependant sombré dans l’oubli et l’indifférence pour une majorité de citoyens, en particulier en ville. Les dictatures militaires successives ont cherché à le faire oublier, tandis que la gauche guatémaltèque a en grande partie disparu pendant les décennies de dictatures, ses membres étant tués ou exilés. Les guérillas qui ont combattu entre les années 1960 et 1990 étaient pour leur part réticentes à faire de lui un modèle, lui reprochant d'avoir refusé d’armer le peuple pour « défendre la révolution » en 1954. L’ancien secrétaire général à la présidence d’Arbenz, Jaime Díaz Rozzotto, observe ainsi que le président déchu jouissait « du rare privilège d’avoir uni contre lui (...) la droite ultramontaine, la droite libérale, la multinationale United Fruit Company, le département d’État américain, le bipartisme yankee, le réformisme latino-américain, et même le foquismo guérillero ». Ce serait surtout auprès des paysans pauvres que son souvenir continue à symboliser un idéal de justice sociale.